# Región de Thiès
Thiès es una región del este de Senegal. Su capital es la ciudad de Thiès.

## Subdivisiones administrativas
Thiès se divide en 3 departamentos (départements), 11 comunas (communes), 10 distritos (arrondissements) y 31 comunidades rurales (communautés rurales).

## Departamentos
Los 3 departamentos son:
- Departamento de Mbour 668,878
- Departamento de Thiès 667,814
- Departamento de Tivaouane 452,172

## Comunas
En Thiès
- Pout
- Khombole
- Thiès

En Tivaouane
- Méckhé
- Tivaouane
- Mboro

En Mbour
- Mbour
- Joal-Fadiouth
- Nguékhokh
- Thiadiaye

## Distritos (arrondissements)
In Thiès
- Keur Moussa
- Notto
- Thiénaba

En Tivaouane
- Pambal
- Méouane
- Niakhène
- Médina Dakhar

En Mbour
- Séssène
- Sindia
- Fissel

## Comunidades rurales
En Thiès
- Fandène
- Notto
- Tassette
- Keur Moussa
- Ndiayène Sirah
- Thiénaba
- Ngoudiane
- Diender Geudj
- Touba Toul

En Tivaouane
- Médina Dakhar
- Pékesse
- Méouane
- Niakhène
- Nbayène
- Thilmakha
- Taïba Ndiaye
- Mont Rolland
- Koul
- Notto Gouye
- Diama
- Ngandiouf
- Chérif Lo
- Pire Gourèye

En Mbour
- Sandiara
- Fissel
- Sindia
- Nguéniène
- Ndiaganiao
- Séssène
- Malicounda